# Mauriti
Mauriti é um município brasileiro do estado do Ceará. Está situado na mesorregião do Sul Cearense na microrregião de Barro. Sua população estimada em 2021 foi de 48.370 habitantes.

## Denominação
Palavra originária do tupi, que denominava uma palmeira humburity, que significa árvore que dá sumo, classificada como Maurititia Vinífera; BURITI – Relativo à tribo dos Buritis pertencentes aos Tapuias.

## História
Conta-se que no século XVII chegaram na região os índios das tribos Tapuias, Tupiniquins e mais tarde os Guaneces.
Em seguida chegaram os portugueses e se instalaram às margens da lagoa do Quichese (nome de origem Tapuia). A referida lagoa, segundo pesquisas, marca o início da história de Mauriti, somado aos traços e símbolos na pedra da letra, traduzidos por Dr. Paulo Menescal e José Silcon do Coité.
A 23 de outubro de 1706 a lagoa foi concedida em sesmaria (lote de terra cedida para cultivo), pelo capitão-mor Gabriel da Silva Lago, a Rodrigo Lago, Cel. João de Barros Braga, Capitão Antonio Pereira da Cunha e outros. Mais tarde, a lagoa foi chamada de MURITI, depois BURITI (termo indígena que denominava uma palmeira humburity, classificada como Maurititia Vinífera; BURITI – Relativo à tribo dos Buritis pertencentes aos Tapuias).
O Cel. João Mendes Barros adquirindo seus direitos e de seus companheiros, por volta de 1720, vendeu o sítio aos Mendes Lobatos e Lira. Conta-se que José Lobato do Espírito Santo comprara a João de Barros Braga às margens do riacho dos porcos e lá morou.
Em 20 de outubro de 1734 as terras foram desmembradas em sítios distintos. Muriti Grande e Muritizinho vão foram vendidas entre os que aqui habitavam. João Mendes Lobato Lira, por todos os seus, vende os sítios a Batorlomeu Pereira Dantas. Anos mais tarde o Sr.Bartolomeu vendeu a metade do sítio Muriti Grande a Antonio Pereira da Cunha.
Ao longo dos anos, e por sucessões hereditárias o Capitão Miguel Gonçalves Dantas torna-se herdeiro do sítio Buriti Grande.
O Capitão Miguelzinho, assim conhecido, era casado com Ana Cordulina Cartaxo Dantas, irmã de Dr. Joaquim do Couto Cartaxo. Tendo sido acometido de cólera, o Capitão fez um voto a Imaculada Conceição em favor de sua cura. Ouvida suas preces e da esposa, curou-se do mal que lhe afligia, e em honra ao voto, doou em 6 de setembro de 1870 o chão para construção da capela que dava origem a toda história, que se inicia como povoado Buriti Grande, tornando-o o fundador de Mauriti.
Em 27 de maio de 1875 a capela foi inaugurada e na ocasião foi batizada sua filha Carolina e mais tarde seis crianças dos sítios vizinhos, no já povoado Buriti Grande.
Em 8 de dezembro de 1875, foi celebrada a primeira missa pelo Padre Mota, na grande festa da padroeira, cuja imagem capitão Miguel Dantas trouxe de Fortaleza. O capitão porém não teve a felicidade de acompanhar o progresso do povoado que ele criara, pois logo falecera.
Em 1887 o povoado em ascensão, prosperando nitidamente, passa a Distrito Policial.
Anos depois, surge a vila Buriti Grande traduzindo o progresso permanente na história deste povo. Antonio Joaquim do Couto Cartaxo, cunhado do Capitão Miguel Dantas, influenciara por demais nesta evolução política, o que deu a Mauriti, a vila como sede do município.
Em 27 de agosto de 1890, pelo Decreto Nº 51, instala-se o município.
Em 20 de setembro de 1895, por decisão da Câmara Municipal, pelo Decreto nº 257, foi suprimida a decisão de Mauriti como município.
Em 1911, Mauriti passa a figurar no quadro da divisão administrativa do Brasil como Distrito do município de Milagres.
Em 28 de outubro de 1924 ressurge pela segunda vez o município, pela Lei Estadual Nº 2211, instalado em 30 de dezembro de 1924, tornando-se autônomo.
A vila passa a ser chamada Mauriti, numa homenagem ao Almirante Cordovil Mauriti, seu grande amigo que muito contribuiu para a autonomia da povoação criada por Capitão Miguel Dantas.
Assume a prefeitura por nomeação Domingos Furtado Maranhão.
Em 23 de março de 1925 a 1ª Câmara de Vereadores, sendo eleito Teodorico de Sousa Leite para presidência e Francisco Epitânio Leite Secretário.
Em 6 de outubro de 1928 o quadro político de Mauriti regride e perde a condição de município pelo Decreto 2634, voltando a ser distrito de Milagres.
Em 10 de fevereiro de 1934 o município de Mauriti ressurge pela Lei Estadual Nº 2634 quando era prefeito Teodorico de Sousa Leite.

### Prefeitos (nomeados)
- 1924 a 1926 – Domingos Furtado Maranhão (nomeado)
- 1927 a 1928 – Miguel Augusto de Araújo Lima (nomeado)
- 1930 a 1934 – Teodorico de Sousa Leite (nomeado)
- 1935 a 1938 – Manoel Santana (nomeado)

Em 20 de dezembro de 1938 a Vila passa a ser município de Mauriti pelo Decreto 448, ratificados os limites dos Distritos. Era prefeito nomeado Manuel Santana, que diante da conquista, concorre ao pleito, disputando com Emídio de Sousa Leite para o cargo de primeiro prefeito eleito, elegendo-se Manuel Santana continua sua gestão até 1942.
Comemora-se o dia 27 de agosto como dia de emancipação política em comemoração a 1ª data em que o município se instalou.
| Anos                    | Prefeito                                |
| 1938 a 1942             | Manoel Santana (1º prefeito eleito)     |
| 1943 a 1945             | José Luiz de Andrade                    |
| 1945 a 1946             | José Leite da Costa                     |
| 1946 a 1947             | Adauto Leite de Figueiredo              |
| 1947 a 1948             | José Alfredo Filho                      |
| 1948 a 1950             | Teodorico Fernandes Teles Cartaxo       |
| 1951 a 1955             | José Teodorico de Sousa Leite           |
| 1955 a 1958             | José Leite da Costa                     |
| 1959 a 1962             | Elias Leite Fernandes                   |
| 1963 a 1966             | Teodorico Fernandes Teles Cartaxo       |
| 1967 a 1970             | Adauto Leite de Figueiredo              |
| 1971 a 1972             | Newton de Vasconcelos Sobral            |
| 1973 a 1976             | Expedito de Oliveira Leite (Maninho)    |
| 1977 a 1982             | José Acílio Dantas de Morais            |
| 1983 a 1988             | Expedito de Oliveira Leite (Maninho)    |
| 1989 a 1992             | Francisco Adailton Leite                |
| 1993 a 1996             | José Marcondes Grangeiro Sampaio        |
| 1997 a 2000             | Márcio Martins Sampaio de Morais        |
| 2001 a 2004             | Márcio Martins Sampaio de Morais        |
| 2005 a 2008             | Isaac Gomes da Silva Júnior             |
| 2009 a 2012             | Isaac Gomes da Silva Júnior             |
| 2013 a 16/12/2016       | Francisco Evanildo Simão da Silva       |
| 16/12/2016 a 31/12/2016 | Erico Livônio de Sampaio                |
| 2017 a 2020             | Josevan Leite de Oliveira (Mano Morais) |
| 2021 a 03/01/2023       | Isaac Gomes da Silva Junior (Renunciou) |
| 03/01/2023              | João Paulo Furtado                      |

## Geografia

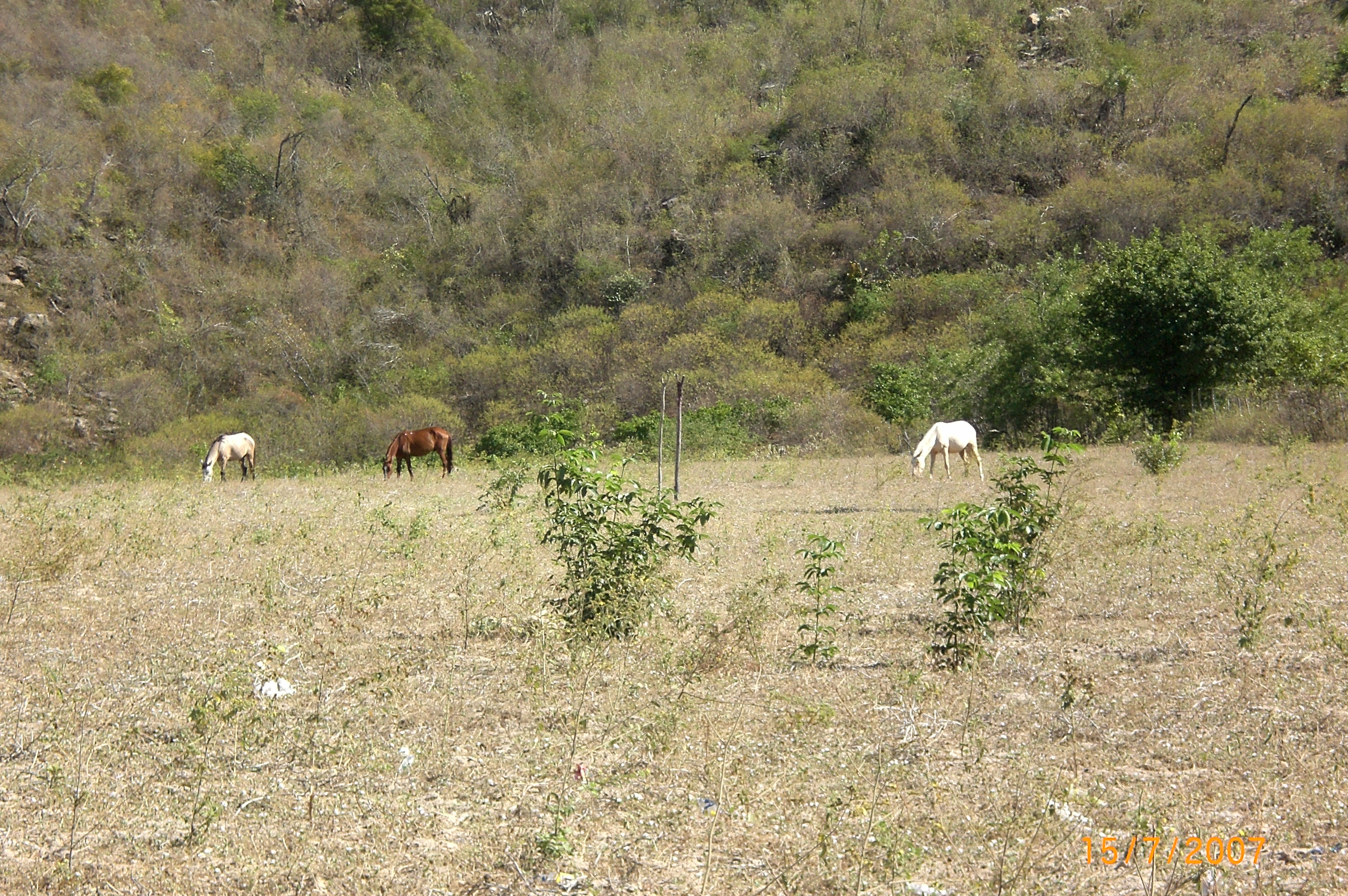
Animais pastando na região do distrito de São Miguel

### Distritos
Anauá, Buritizinho, Coité, Nova Santa Cruz, Olho D'água, São Félix, São Miguel, Palestina do Cariri e Umburanas.

### Relevo
Chapada do Araripe e Depressões Sertanejas.

### Vegetação
Caatinga, floresta caducifólia espinhosa e floresta subcaducifólia tropical pluvial.

### Solos
De acordo com a Embrapa/SNLCS, no estudo Levantamento Exploratório-Reconhecimento de Solos do Estado do Ceará, predominam no trecho central até o norte do município, os Neossolos Quartzarênicos (Areias Quartzosas), na antiga classificação da EMBRAPA, ocupando cerca de 60% das terras do município. Seguem-se os Argissolos Eutróficos Vermelho-Amarelo Equivalente Eutrófico Podzólico Vermelho Amarelo, Equivalente Eutrófico, Neossolos Litólicos, que ocupam a região sul, nos limites com o estado de Pernambuco, de relevo ondulado e forte ondulado a montanhoso, estendendo-se para leste e norte (em parte), nos limites com o estado da Paraíba, e Vertissolo, estes cuja composição granulométrica está ricamente composta de argila, de muita fertilidade, tornando-os responsáveis, ao lado dos Argissolos, pela boa produção de milho no município. Os Neossolos Litólicos não oferecem aproveitamento agrícola. Os Neossolos Quartzarênicos são, como diz o nome, arenosos, pobres em elementos para as plantas e de drenagem muito rápida, necessitando de muito cuidado na exploração com agricultura, devendo ser cultivado preferencialmente com mandioca, macaxeira, coco-da-baia, batatas, os quais podem dar-se bem nesse tipo de solo. Os Argissolos são ótimos para todos os cultivos, aliados ao relevo plano e suave ondulado, mas são susceptíveis à erosão. Outros solos não mapeados, por inadequação da escala do mapeamento, são os Neossolos Flúvicos (aluviões) que se desenvolvem ao longo dos riachos (São Miguel, Pombos, Soim) muito ricos em fertilidade e que oferecem ótimas condições de produtividade às culturas neles  desenvolvidas. Outrora, a grande produção de algodão do município estava alicerçada também nesses Neossolos Flúvicos (em Mauriti, nos anos 60 e 70, foram instaladas três usinas de descaroçamento de algodão).

### Clima
O município está incluído na área geográfica de abrangência do clima semiárido brasileiro, definida pelo Ministério da Integração Nacional em 2005. Esta delimitação tem como critérios o índice pluviométrico, o índice de aridez e o risco de seca.
| Dados climatológicos para Mauriti | Dados climatológicos para Mauriti | Dados climatológicos para Mauriti | Dados climatológicos para Mauriti | Dados climatológicos para Mauriti | Dados climatológicos para Mauriti | Dados climatológicos para Mauriti | Dados climatológicos para Mauriti | Dados climatológicos para Mauriti | Dados climatológicos para Mauriti | Dados climatológicos para Mauriti | Dados climatológicos para Mauriti | Dados climatológicos para Mauriti | Dados climatológicos para Mauriti |
| Mês                               | Jan                               | Fev                               | Mar                               | Abr                               | Mai                               | Jun                               | Jul                               | Ago                               | Set                               | Out                               | Nov                               | Dez                               | Ano                               |
| --------------------------------- | --------------------------------- | --------------------------------- | --------------------------------- | --------------------------------- | --------------------------------- | --------------------------------- | --------------------------------- | --------------------------------- | --------------------------------- | --------------------------------- | --------------------------------- | --------------------------------- | --------------------------------- |
| Temperatura máxima média (°C)     | 31,8                              | 30,9                              | 30                                | 29,4                              | 28,5                              | 28,1                              | 28,3                              | 29,5                              | 31,1                              | 32,2                              | 32,5                              | 32,3                              | 30,4                              |
| Temperatura média (°C)            | 26,5                              | 26,1                              | 25,5                              | 25,1                              | 24,1                              | 23,3                              | 23,1                              | 23,8                              | 25,2                              | 26,2                              | 27,7                              | 27,7                              | 25,2                              |
| Temperatura mínima média (°C)     | 21,3                              | 21,3                              | 21,1                              | 20,8                              | 19,8                              | 18,6                              | 17,9                              | 18,2                              | 19,3                              | 20,2                              | 20,9                              | 21,2                              | 21,1                              |
| Precipitação (mm)                 | 122                               | 180                               | 206                               | 161                               | 45                                | 28                                | 16                                | 5                                 | 9                                 | 16                                | 27                                | 57                                | 872                               |
| Fonte: Climate Data.              |                                   |                                   |                                   |                                   |                                   |                                   |                                   |                                   |                                   |                                   |                                   |                                   |                                   |

## Economia
Município rico por sua agricultura. De acordo com o IBGE/Cidades, Censo Agropecuário de 2006, Mauriti produziu 41.429 toneladas de milho e 9.455 toneladas de feijão, o que o torna o 5º maior produtor de grãos do Estado. Obviamente, esses números variam ano a ano,para mais ou para menos, de acordo com a regularidade ou não das chuvas. Em 2011, produtores de milho no município contrataram os serviços de mecanização da colheita de milho, ganhando tempo e evitando desperdícios. Produz, também, banana e manga para exportação. Projetos agrícolas e agricultura familiar mantém o homem no campo. O município de Mauriti produz ainda: maracujá, coco, mamão, limão, laranja, macaxeira, mandioca, tomate, entre outros que dão para o abastecimento da população, além de contar com um número significativo de caprinos, bovinos, suínos, peixes em cativeiro e aves. 
Na cidade o comércio é diversificado: vários mercantis, farmácias, revenda de motos, diversas lojas de móveis, padarias, entre outras.
A construção civil em Mauriti é um ramo que emprega muita gente, já que inúmeras construções se iniciam todos os dias.
Dispõe de uma fábrica de móveis tubulares, uma fábrica de acessórios para motos, uma fábrica de artigos pré-moldados ( Pré-moldados Padre Bosco) e uma renovadora de pneus de motos.
Existem em Mauriti três agências bancárias: Caixa Econômica Federal,Banco do Brasil e Bradesco, além de contar com casa lotérica e diversos pontos de recebimentos. 
Mauriti sedia o canteiro de obras do lote 06 da transposição do Rio São Francisco para a construção de mais de 44 km de canal, e do lote 14, onde serão construídos 13 km de túnel do mesmo projeto. Será o maior túnel para transporte de água da América latina. Essas atividades de engenharia geraram emprego e renda, mas se encontram desativadas desde o final de 2011, podendo serem retomadas a qualquer momento.